# حسن مختار
حسن مختار (26 يناير 1944 - 5 مارس 2016) هو لاعب كرة قدم مصري في مركز حارس المرمى. وكان قد بدأ مسيرته الكروية في نادي القناة عام 1962، وساهم معهم في الصعود إلى الدوري المصري الممتاز في العام 1967، لينتقل بعدها إلى نادي الاتحاد الليبي عام 1967 بسبب النكسة التي حلت على جمهورية مصر العربية؛ لكنه سُرعان ما عاد إلى الدوري المصري من بوابة ناديه الأم الاسماعيلي، ورافق حسن مختار الدراويش وساهم في حماية الشباك طيلة 6 سنوات وحقق معهم العديد من البطولات أبرزها كأس الكؤوس الأفريقية عام 1969 وكانت أول بطولة في تاريخ الأندية المصرية على مستوى القارة، وشارك مع المنتخب المصري في تلك الفترة، لينتقل بعدها إلى المنتخب القطري في صفقة كروية، حيث تم الاتفاق بين حسن مختار والاتحاد القطري لكرة القدم، بأن يلعب حسن مختار رفقة المنتخب القطري مقابل الجنسية القطرية المزدوجة، ولأن بطولة الخليج العربي لم تَكُن ضمن أرشيف الفيفا، فمسألة لعب حسن مختار لم تكُن صعبة، واستطاع حسن مختار تحقيق الميدالية البرونزية في البطولة، ومنذ ذلك الحين أصبح اللاعب الوحيد الذي يمثل منتخبين عربيين في مسيرته الدولية، ليعود مرة أخرى إلى مصر ويعلن اعتزاله اللعب نهائياً.[بحاجة لمصدر]

## وفاته
توفي في يوم السبت الموافق 5 مارس 2016 عن 70 عامًا.[بحاجة لمصدر]

## روابط خارجية
- حسن مختار على موقع قاعدة بيانات كرة القدم.إي يو (الإنجليزية)